# (33261) Ginagarlie
1998 HQ45 (asteroide 33261) é um asteroide da cintura principal. Possui uma excentricidade de 0.02046090 e uma inclinação de 5.48228º.
Este asteroide foi descoberto no dia 20 de abril de 1998 por LINEAR em Socorro.